# West Carson
|  | Dieser Artikel wurde aufgrund von inhaltlichen Mängeln auf der Qualitätssicherungsseite des Projektes USA eingetragen. Hilf mit, die Qualität dieses Artikels auf ein akzeptables Niveau zu bringen, und beteilige dich an der Diskussion! Eine nähere Beschreibung der zu behebenden Mängel fehlt. |

West Carson ist ein census-designated place (CDP) im Los Angeles County im US-Bundesstaat Kalifornien. Der Ort hat eine Fläche von 5,9 km². Das U.S. Census Bureau hat bei der Volkszählung 2020 eine Einwohnerzahl von 22.870 ermittelt.
Der Ort befindet sich bei den geographischen Koordinaten 33,82° Nord, 118,29° West.